# Clement Rohee
Clement James Rohee (né le 16 mars 1950), est un homme politique guyanien. Ministre de l'Intérieur depuis le 19 septembre 2006.
Il est de 1992 à 2001, ministre des Affaires étrangères, de 2001 à 2006, ministre du Commerce extérieur et de la Coopération internationale.
Il est président du Groupe des 77 en 1999.